# Llengües maies
Les llengües maies són una família lingüística que engloba una trentena d'idiomes parlats per 6 milions de persones maies ubicades a Mèxic, Guatemala i estats fronterers. No s'han trobat proves de relacions amb altres famílies de la zona. La família es divideix en 4 grups: huasteca, yukateka, occidental i oriental, i el yukatek és l'idioma amb més parlants.
Les llengües maies deriven del protomaia, una protollengua que es degué parlar fa uns 5.000 anys si s'ha de jutjar pel grau de diversificació interna en una zona propera on actualment es parlen llengües maies. Aquestes llengües a més formen part de l'àrea lingüística mesoamericana, una àrea de convergència lingüística desenvolupada en mil·lennis d'interacció entre els pobles de Mesoamèrica. Tota aquesta família mostra les característiques bàsiques d'aquesta àrea lingüística, com l'ús de substantius emparentats en substitució de preposicions per a indicar relacions espacials. També tenen trets gramaticals i tipològics que les diferencien d'altres idiomes de Mesoamèrica, tals com l'ús d'ergativitat en el tractament gramatical dels verbs, subjectes i objectes, categories inflexionals específiques en verbs i una categoria gramatical pròpia.
En la Mesoamèrica precolombina, algunes llengües de la família s'escrigueren amb jeroglífics. El seu ús fou molt extens particularment durant el període clàssic de la cultura maia (c. 250–900 dC). La recopilació de més de 10.000 inscripcions maies conegudes en edificis, monuments, terrisseria i còdexs en paper d'escorça, combinada amb la rica literatura maia colonial (segles XVI, XVII i XVIII) escrita en alfabet llatí, són importants per a la comprensió de la història ameríndia.
La família maia és una de les millors documentades i possiblement la més estudiada d'Amèrica. El 1996, Guatemala reconegué oficialment 21 llengües maies i el 26 de maig de 2003 hi afegí l'idioma chalchitek, pel qual ara sumen 22 llengües en reconeixement oficial; mentre que Mèxic oficialitzà vuit llengües més mitjançant la Llei General de Drets Lingüístics dels Pobles Indígenes el 2001.

## Geografia i dades demogràfiques

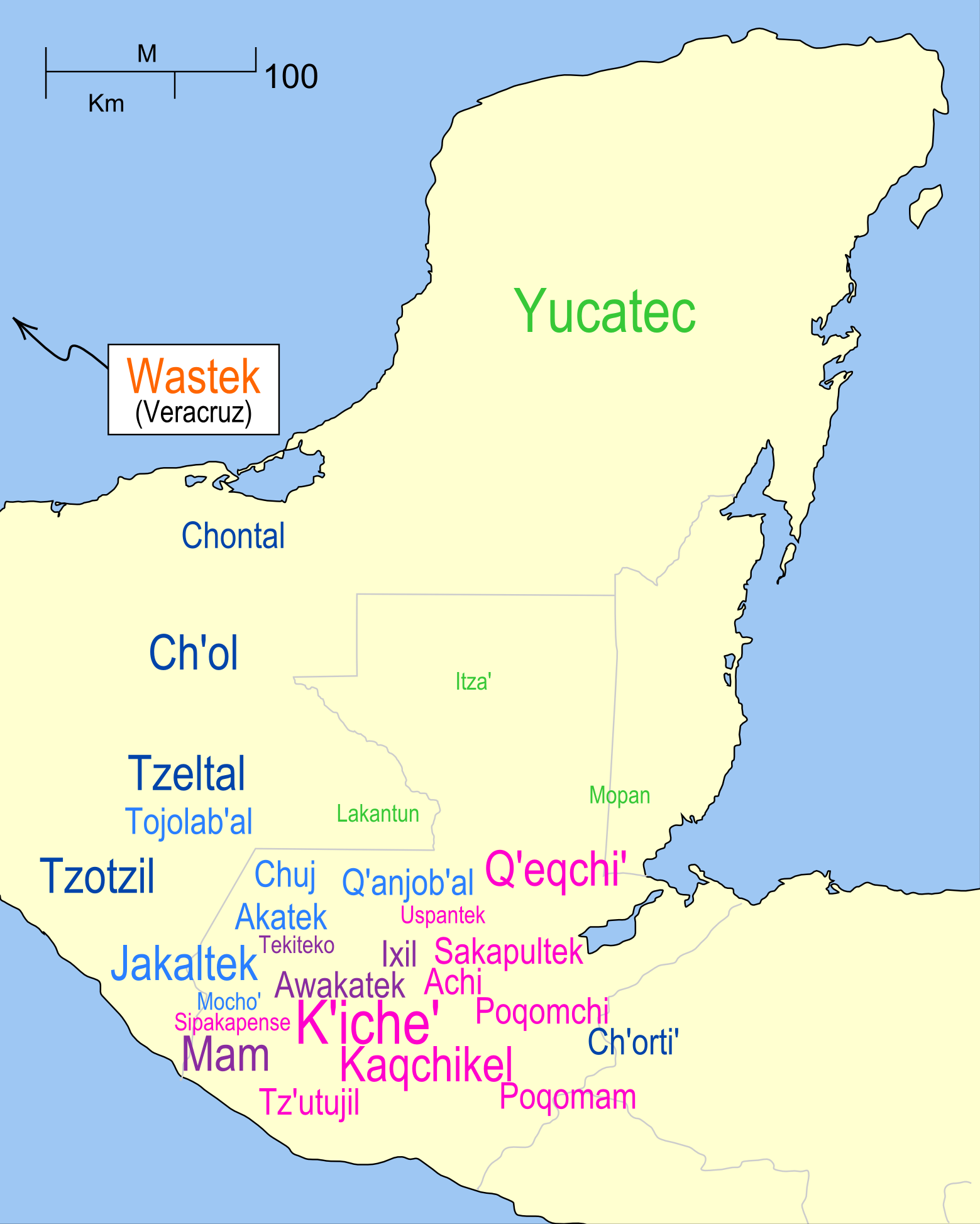
Mapa geogràfic de l'àrea on es parlen diverses llengües maies. Les quatre grandàries de les lletres indiquen les grandàries de les poblacions de parlants:
més de 500.000 parlants (yukatek i quitxé); més de 100.000; més de 10.000; i menys de 10.000 parlants

| Llengua            | Nombre de parlants |
| ------------------ | ------------------ |
| Quitxé             | 2.330.000          |
| Q'eqchi'           | 823.500            |
| Yukatek            | 766.000            |
| Mam                | 537.980            |
| Kaqtxikel          | 451.000            |
| Tzeltal            | 372.000            |
| Tzotzil            | 235,000            |
| Ch'ol              | 145.000            |
| Huastec            | 131.000            |
| Poqomchi'          | 92.200             |
| Achí               | 85.600             |
| Tz'utujil          | 83.800             |
| Q'anjob'al         | 77.700             |
| Ixil               | 69.000             |
| Akatek             | 56.840             |
| Poqomam            | 49.000             |
| Chuj               | 43.370             |
| Chontal de Tabasco | 36.500             |
| Tojolabal          | 34.300             |
| Ch'ortí            | 30.010             |
| Awakatek           | 18.000             |
| Sakapultek         | 15.000             |
| Mopan              | 14.200             |
| Jakaltek           | 9.500              |
| Sipakapense        | 8.000              |
| Tektitek           | 4,970              |
| Uspantek           | 3,000              |
| Lacandó            | 560                |
| Mocho'             | 140                |
| Itzá               | 12                 |

## Història
Les llengües maies deriven del protomaia (de vegades anomenat Nab'ee Maya' Tzij 'l'antiga llengua maia'). Es creu que l'idioma protomaia degué parlar-se a les muntanyes Cuchumatanes de Guatemala central, en una àrea que es correspon aproximadament amb la que ara ocupa el kanjobal. La primera divisió va ocórrer al voltant del 2200 aC quan el grup huasteca començà a diferenciar-se del maia comú, després que els parlants huastecans emigressin al nord-est al llarg de la costa del golf de Mèxic. Els parlants de protoyukatek i de protochol es van separar posteriorment del grup principal i van emigrar al nord cap a la península de Yucatán, cap al 1600 aC. Els parlants de la branca occidental se'n traslladaren cap al sud, a la zona ara habitada pels mam i quitxé. Quan els parlants del prototzeltal es van separar més tard del grup chol i es van moure cap al sud, als alts de Chiapas, van entrar en contacte amb els parlants de les llengües mixezoque.
En el període arcaic (abans del 2000 aC) es van haver de produir contactes amb parlants de llengües mixezoque, la qual cosa explicaria el nombre considerable de manlleus de les llengües mixezoque en moltes llengües maies. Això portà als estudiosos a considerar la hipòtesi que els maies antics estigueren dominats per parlants de les llengües mixezoque, possiblement de la cultura olmeca.

Rutes de migració i dades aproximades per a diverses famílies lingüístiques maies. La zona mostrada com el protomaia ara és ocupada pels parlants de la branca kanjobal (blau clar en altres figures)

En el cas dels idiomes xinca i lenca, d'altra banda, les llengües maies són més sovint dominants, en lloc de receptores de manlleus lingüístics. Això suggereix un període de dominació maia sobre lenques i xinques.
La separació entre el protoyukatek de la península de Yucatán i el protochol dels Alts de Chiapas i El Petén ja havia ocorregut abans del període clàssic, època en què es van fer la majoria de les inscripcions epigràfiques maies. De fet, les dues variants maies estan testimoniades en inscripcions jeroglífiques dels llocs maies de l'època, i ambdues comunament són esmentades com a "maia clàssic" (fins i tot quan en corresponien a llengües diferents).
Durant el període clàssic les branques principals es van diversificar encara més fins a donar els diferents idiomes recognoscibles avui. No obstant això, els texts jeroglífics només registren dues variants del maia, una varietat chol trobada en textos escrits a l'àrea meridional maia i als Alts, i una varietat yukatek als texts de la península de Yucatán.

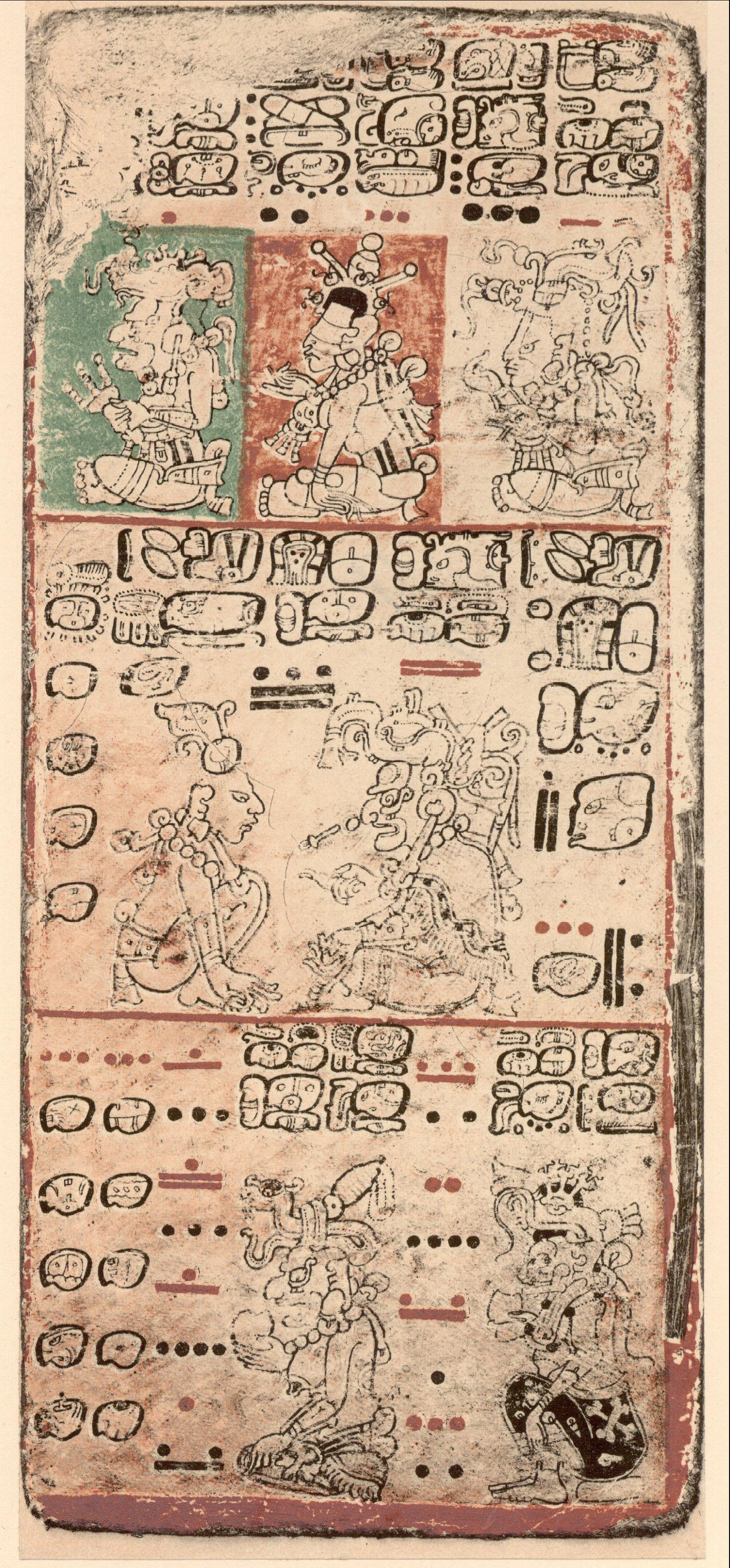
Pàgina 9 del Còdex Dresden que mostra el maia clàssic escrit en jeroglífics maies (de l'edició de 1880 de Förstermann)

S'ha suggerit que la varietat específica de chol trobada als texts jeroglífics és més coneguda com a "choltiana clàssica", la llengua avantpassada del chortí modern i del choltí. Es pensa que l'origen d'aquesta llengua pot estar a l'oest o sud-centre del Petén; i hauria estat utilitzada en les inscripcions i fins i tot parlada per les elits i els sacerdots. El fet pel qual només s'han trobat dues variants lingüístiques als texts jeroglífics és molt probablement a causa que aquestes hagin servit com a dialectes de prestigi en tota l'àrea maia; els texts jeroglífics haurien estat composts en l'idioma de l'elit. No obstant això, els diferents grups maies haurien parlat durant el període clàssic diversos idiomes diferents.
Durant la colonització espanyola de Mesoamèrica, tots els idiomes indígenes foren desplaçats pel castellà que s'imposà com a llengua de prestigi. Les llengües maies no en van ser cap excepció, i la seva ocupació en molts dominis importants de la societat, incloent-hi l'administració, la religió i la literatura, va acabar. La zona maia fou més resistent a la influència exterior que altres. Els períodes colonial i postcolonial també van veure aixecaments cíclics dels pobles maies contra els dominadors, com la rebel·lió de Jacinto Canek en el segle xviii i l'anomenada Guerra de Castes a Yucatán, que es va estendre fins a principis del segle xx, i potser per aquesta raó moltes comunitats maies encara conserven una alta proporció de parlants bilingües i monolingües. No obstant això, l'espanyol ara domina tota la zona maia.
Algunes llengües maies estan moribundes o amenaçades d'extinció, tot i que segueixen sent àmpliament usades i són viables des del punt de vista sociolingüístic. Aquestes últimes segueixen sent la llengua materna de moltes persones i tenen parlants de tots els grups d'edat, i s'empren en gairebé tots els àmbits socials.
Durant el segle xx, els descobriments arqueològics van fomentar l'orgull nacionalista i ètnic, la qual cosa va portar al fet que els pobles maiaparlants comencessin a desenvolupar una identitat ètnica compartida com a maies i hereus de la gran cultura maia.
El significat més ampli del "maia" a més dels aspectes geogràfics, es caracteritza per factors lingüístics, però també es refereix a trets ètnics i culturals. La majoria dels maies s'identifiquen ells mateixos sobretot amb un grup ètnic en particular, p. ex. "yukatek" o "quitxé"; però també reconeixen un parentiu maia compartit.
L'idioma ha estat fonamental per a definir els límits d'aquest parentiu. Paradoxal potser, aquest orgull d'unitat que ha conduït a una insistència respecte a la separació de diverses llengües maies, algunes de les quals es relacionen tant de prop que podrien ser referides fàcilment com a dialectes d'una sola llengua. No obstant això, atès que el terme "dialecte" ha estat utilitzat per alguns amb insinuacions racistes en el passat, fent una falsa distinció entre "dialectes" amerindis i "idiomes" europeus, l'ús preferencial aquests últims anys ha estat assenyalar les varietats lingüístiques parlades per un divers grup ètnic com a idiomes separats.
A Guatemala, algunes matèries com el desenvolupament de les ortografies estandarditzades per a les llengües maies són regides per l'Acadèmia de Llengües Maies de Guatemala (ALMG), fundada per organitzacions maies el 1986. Seguint els acords de pau de 1996 ha estat guanyant el reconeixement cada vegada major com l'autoritat reguladora en llengües maies entre erudits maies i els mateixos individus maies.

## Genealogia i classificació

### Relacions amb altres famílies
La família lingüística maia no té cap parentiu genètic demostrat cap a altres famílies. Les semblances amb alguns idiomes de Mesoamèrica s'entén que són degudes a la difusió de trets lingüístics d'idiomes veïns en el maia i no a l'ascendència comuna. Mesoamèrica ha demostrat ser una àrea de difusió lingüística substancial.
Segons Lyle Campbell, expert en llengües maies, la proposta més prometedora és la hipòtesi macromaia, que postula un parentiu lingüístic llunyà entre aquesta família, les llengües mixezoque i les llengües totonaques, però falten més evidències per recolzar o refutar aquesta hipòtesi.
Històricament s'han proposat altres hipòtesis de parentiu, que intentaven relacionar la família maia amb altres famílies lingüístiques i llengües aïllades, però en general no han estat defensades per la majoria d'especialistes. Els exemples inclouen la relació del maia amb l'urutxipaia, mapudungun, lenca, purépetxa i huave. Tipològicament té semblances amb el xinca però no deu existir-hi parentiu genètic, i les similituds més aviat són resultat de manlleus lingüístics i influència cultural. El maia també ha estat inclòs, en altres hipòtesis, dins del penutià. El lingüista Joseph Greenberg inclou el maia en la seva altament polèmica hipòtesi ameríndia, rebutjada per la majoria d'especialistes en lingüística històrica.

### Classificació interna i subdivisions
La família maia està ben documentada i el seu esquema genealògic intern de classificació està àmpliament acceptat i establert; no obstant això, un punt encara en disputa és la posició del chol i del kanjobal-chuj. Alguns erudits pensen que aquests formen una branca occidental separada (com en el diagrama inferior). Altres lingüistes no donen suport al postulat d'una relació especialment propera entre el chol i el kanjobal-chuj, per la qual cosa les classifiquen com dues branques diferents que deriven directament de la protollengua maia.

### Branca huasteca
El huastec es parla als estats mexicans de Veracruz i San Luis Potosí per unes 110.000 persones. És el més divergent pel que fa a les altres llengües maies modernes. El chicomuceltec era una llengua relacionada amb el huastec, parlat a Chiapas, que probablement es va extingir abans de 1982.

### Branca yukatek
El yukatek (conegut simplement com a maia pels seus parlants) és la llengua maia amb més parlants de Mèxic. Actualment el parlen unes 800.000 persones; la immensa majoria dels parlants viu a la península de Yucatán. Té una rica literatura postcolonial i restes comunes com a llengua materna en àrees rurals de Yucatán, Quintana Roo i Campeche.
Les altres tres llengües yucateques són el mopan, parlat per unes 10.000 persones principalment a Belize; l'itza, llengua moribunda o potser extinta, originària del Petén de Guatemala; i el lacandon, també en perill d'extinció, amb vora 1.000 parlants en alguns llogarets de la rodalia de la selva Lacandona de Chiapas.

### Branca occidental

#### Chol
Antigament les llengües choles ocupaven una part important de l'àrea maia; encara que avui la llengua amb més parlants és el chol parlat per unes 130.000 persones a Chiapas. El seu parent més proper, el chontal de Tabasco, és parlat per 55.000 individus a l'estat de Tabasco. Una altra llengua relacionada, ara en risc d'extinció, és el ch'ortí, parlat per 30.000 persones a Guatemala. També es parlava prèviament a l'extrem occidental d'Hondures i El Salvador, però la variant d'El Salvador ara està extinta i la d'Hondures es considera moribunda. El ch'olti', una llengua germana del chortí, també està extinta.
Es creu que les llengües choles són les més conservades en vocabulari i fonologia, i estan relacionades de prop amb les inscripcions del període clàssic trobades en terres baixes centrals. Pogueren servir com a llengües de prestigi, coexistint amb altres dialectes en algunes àrees. Aquesta assumpció proporciona una explicació plausible per a la distància geogràfica entre la zona chortí i les àrees on es parla chol i chontal.

#### Tzeltal
Els parents més propers de les llengües cholanes són les llengües de la branca tzotzil i tzeltal, ambdues parlades a Chiapas per poblacions grans i estables o creixents (265.000 per al tzotzil i 215.000 per al tzeltal). El tzotzil i el tzeltal tenen una gran quantitat de parlants monolingües.

#### Kanjobal
El kanjobal és parlat per 77.700 al departament de Huehuetenango de Guatemala, amb petites poblacions en altres llocs. El jakaltek (també conegut com a poptí)) és parlat per unes 100.000 persones en diversos municipis de Huehuetenango. Un altre membre d'aquesta branca és l'akatek, amb més de 50.000 parlants a San Miguel Acatán i San Rafael La Independencia.
El chuj és parlat per 40.000 persones a Huehuetenango, i per 9.500 persones, sobretot refugiades, prop de la frontera de Mèxic, al municipi de La Trinitaria, Chiapas, i als llogarets de Tziscau i Cuauhtémoc. El tojolabal és parlat a Chiapas oriental per 36.000 persones.

### Branca oriental

#### Quitxémam
El grup de llengües quitxémam parlades a les muntanyes guatemalenques està dividit en dues subbranques i tres subfamílies:
El kektxí, que constitueix per si mateix una de les subbranques dins del quitxémam. Aquesta llengua és parlada per prop de 400.000 persones que viuen als departaments del sud de Guatemala d'El Petén i Alta Verapaz, i també a Belize per 9.000 parlants més. A El Salvador és parlat per 12.000 persones com a resultat de migracions.
L'uspantek, també descendent directe del protoquitxé-mam, és nadiu només al municipi d'Uspantán, al departament d'El Quiché, i té uns 30.000 parlants.

#### Mam
La llengua més gran d'aquesta branca és el mam, parlat per 150.000 persones al departament de San Marcos i als Altos Cuchumatanes. L'awakatek és l'idioma de 20.000 habitants d'Aguacatán central, un altre municipi de Huehuetenango. L'ixil és parlat per 69.000 a la regió del "Triangle Ixil" del departament d'El Quiché. El tektitek (o teco) és parlat per unes 1.000 persones al municipi de Tectitán, i 1.000 refugiats a Mèxic. Segons Ethnologue el nombre de parlants del tectitec està creixent.

#### Quitxé
El quitxé és la llengua maia amb més nombre de parlants, amb més de 2.000.000 de persones a les muntanyes guatemalenques, al voltant de les ciutats de Chichicastenango, Quetzaltenango i les muntanyes de Cuchumatán, així com per migrants urbans a la ciutat de Guatemala. El famós document mitològic maia, Popol Vuh, està escrit en quitxé antic sovint anomenat quitxé clàssic. La cultura quitxé es trobava en el cim en el moment de la invasió espanyola. Utatlán, vora la ciutat actual de Santa Cruz del Quiché, en fou el centre econòmic i cerimonial. Entre els seus parlants nadius està la guanyadora del Premi Nobel de la Pau, Rigoberta Menchú.
L'achí és parlat per 85.000 persones a Cubulco i Rabinal, dos municipis de Baja Verapaz. En algunes classificacions, p. ex., la realitzada per Campbell, l'atxí es compta com una forma de quitxé. No obstant això, a causa d'una divisió històrica entre els dos grups ètnics, el maia atxí no és vist com a quitxé.
El caktxiquel és parlat per prop de 400.000 persones en una àrea estesa des de la ciutat de Guatemala cap a l'oest a la riba del nord del llac d'Atitlán. El tz'utujil té vora 90.000 parlants als marges del llac Atitlán. Altres membres de la branca quitxé són el sakapultek, parlat per una mica menys de 40.000 persones, sobretot al departament d'El Quiché; i el sipakapense, parlat per prop de 18.000 persones a Sipacapa, San Marcos. Els Annals dels Kaqtxikels, escrits en caktxiquel, són un treball literari important datat del segle xvi que refereix la història de les classes predominants dels caktxiquels.

#### Poqom
Les llengües poqom es relacionen de prop amb el grup quitxé, amb el qual constitueixen una subbranca en el nus quitxémam.
El poqomchi' és parlat per 90.000 persones a Purulhá, Baja Verapaz, i en aquests municipis d'Alta Verapaz: Santa Cruz Verapaz, San Cristóbal Verapaz, Tactic, Tamahú i Tucurú. El poqomam és parlat per unes 30.000 persones en alguns nuclis petis, el més gran dels quals és al departament de Baja Verapaz. També hi ha parlants de poqomam al Salvador.

## Fonologia

### Sistema fonològic protomaia
En el protomaia (avantpassat comú de les llengües maies, que ha estat reconstruït usant el mètode comparatiu) predominen les arrels amb estructura sil·làbica CVC (consonant-vocal-consonant). La majoria de les arrels del protomaia eren monosil·làbiques a excepció d'algunes arrels nominals disil·làbiques. A causa de la pèrdua subseqüent de la vocal, moltes llengües maies ara demostren complexos grups consonàntics en tots dos finals de síl·labes. Seguint la reconstrucció de Lyle Campbell i Terrence Kaufman, el protomaia conté aquests sons; els sons presents en els idiomes moderns, són en gran part similars a aquest sistema d'arrel.
|         | Anterior | Anterior | Central | Central | Posterior | Posterior |
| Curta   | Llarga   | Curta    | Llarga  | Curta   | Llarga    |           |
| ------- | -------- | -------- | ------- | ------- | --------- | --------- |
| Alta    | *i       | *iː      |         |         | *u        | *uː       |
| Mitjana | *e       | *eː      |         |         | *o        | *oː       |
| Baixa   |          |          | *a      | *aː     |           |           |

|             | Bilabial  | Bilabial | Alveolar | Alveolar | Palatal  | Palatal | Velar    | Velar  | Uvular   | Uvular | Glotal |    |
| Simple      | Implosiva | Simple   | Ejectiva | Simple   | Ejectiva | Simple  | Ejectiva | Simple | Ejectiva | Simple |        |    |
| ----------- | --------- | -------- | -------- | -------- | -------- | ------- | -------- | ------ | -------- | ------ | ------ | -- |
| Oclusives   | *p        | *ɓ       | *t       | *tʼ      | *tʲ      | *tʲʼ    | *k       | *kʼ    | *q       | *qʼ    | *ʔ     |    |
| Africades   |           |          | *ʦ       | *ʦʼ      | *ʧ       | *ʧʼ     |          |        |          |        |        |    |
| Fricativa   |           |          | *s       | *s       | *ʃ       | *ʃ      |          |        | *χ       | *χ     | *h     | *h |
| Nasals      | *m        | *m       | *n       | *n       |          |         | *ŋ       | *ŋ     |          |        |        |    |
| Líquides    |           |          | *l *r    | *l *r    |          |         |          |        |          |        |        |    |
| Lliscaments |           |          |          |          | *j       | *j      | *w       | *w     |          |        |        |    |

### Evolució fonològica del protomaia
La classificació interna i les subdivisions de les llengües maies estan basades en canvis compartits entre els grups de llengües. Per exemple, les llengües del grup occidental (huaxteca, yukatek i chol) van canviar el fonema protomaia */r/ en [j]; algunes llengües de la branca oriental conservaren [r] (quitxé), i altres el canviaren en [ʧ] o, al final de la paraula, [t] (mam). Les innovacions compartides entre el huaxteca, yukatek i chol mostren que es van separar de les altres llengües maies abans que s'haguessin produït els canvis en altres branques.
| Proto-maia     | Huaxteca | Yukatek | Mopán   | Tzeltal | Chuj    | Kanjobal | Mam              | Ixil   | Quitxé | Caktxiquel | Pocomam | Kektxí |
| -------------- | -------- | ------- | ------- | ------- | ------- | -------- | ---------------- | ------ | ------ | ---------- | ------- | ------ |
| *[raʔʃ] "verd" | [jaʃ]    | [jaʔʃ]  | [jaʔaʃ] | [jaʃ]   | [jaʔaʃ] | [jaʃ]    | [ʧaʃ]            | [ʧaʔʃ] | [raʃ]  | [rɐʃ]      | [raʃ]   | [raːʃ] |
| *[war] "son"   | [waj]    | [waj]   | [wɐjn]  | [waj]   | [waj]   | [waj]    | [wit] (Awakatek) | [wat]  | [war]  | [war]      | [wɨr]   | [war]  |

Les oclusives palatalitzades /tʲ’/y /tʲ/ no es troben en cap de les famílies modernes. En substitució d'aquests fonemes originaris, les llengües maies modernes els realitzen de manera particular en els diferents grups de la família, permetent una reconstrucció d'aquests fonemes com a oclusives palatalitzades. En la branca oriental (chuj-kanjobal i chol) es reflecteixen en [t] i [t’]. En mam es troben com [ʦ] i [ʦ’] i en quitxé com [ʧ] i [ʧ’]. El yukatek destaca entre les altres llengües maies occidentals en què les seves oclusives palatalitzades són canviades a vegades en [ʧ] i a vegades [t].
| Protomaia         | Yukatek | Kanjobal | Poptí | Mam    | Ixil  | Quitxé | Caktxiquel |
| ----------------- | ------- | -------- | ----- | ------ | ----- | ------ | ---------- |
| *[tʲeːʔ] "arbre'" | [ʧeʔ]   | [teʔ]    | [teʔ] | [ʦeːʔ] | [ʦeʔ] | [ʧeːʔ] | [ʧeʔ]      |
| *[tʲaʔŋ] "cendra" | [taʔn]  | [tan]    | [taŋ] | [ʦaːx] | [ʦaʔ] | [ʧaːx] | [ʧax]      |

La velar nasal protomaia *[ŋ] es reflecteix en el fonema [x] de les branques orientals (quitxémam); en [n] per a kanjobal, chol i yukatek; en [h] per a huaxteca; i es conserva en la seva forma originària en chuj i jakalteko.
| Protomaia     | Yukatek | Kanjobal | Jakaltek | Ixil  | Quitxé |
| ------------- | ------- | -------- | -------- | ----- | ------ |
| *[ŋeːh] "cou" | [neːh]  | [ne]     | [ŋe]     | [xeh] | [xeːʔ] |

### Altres innovacions
La classificació interna de les llengües maies està basada en certes innovacions lingüístiques compartides. Quan un grup de llengües comparteixen certa mutació o canvi fonètic es postula que deriven d'una protovarietat maia que havia experimentat aquesta mutació. Així el conjunt de canvis fonètics permet establir un arbre filogenètic en què cada canvi suposa un punt de ramificació. La classificació usada en aquest article es basa en aquests canvis fonètics, que unes vegades estan presents en uns subgrups de llengües maies però no en altres.
La divergència del huaxteca es reflecteix en un nombre relativament alt d'innovacions no compartides per altres grups. El huaxteca és l'única branca en què */w/ protomaia ha canviat a [b]. El huaxteca (però no el chicomucelteca) és també l'única llengua maia que té un fonema labiovelar /kʷ/; tanmateix, se sap que això es deu a un desenvolupament postcolonial: comparant els documents colonials del huaxtec amb el huaxtec modern, es pot veure que la /kʷ/ moderna procedeix originàriament de seqüències de *[k] seguides per una vocal arrodonida i una d'aproximant. Per exemple, la paraula "voltor", que en huaxtec modern és pronunciada [kʷiːʃ], fou escrita <cuyx> en huaxtec colonial i pronunciada *[kuwiːʃ].
L'agrupament de les branques chol i yukatek està recolzat pel canvi de *[a] curta a [ɨ]. Totes les llengües chol han canviat les vocals llargues protomaies *[eː] i *[oː] a [i] i [u] respectivament. La independència del grup yukatek és evident perquè en totes les llengües yukatek la *[t] protomaia va donar lloc a [ʧ] en posició final de paraula.
El quitxémam i algunes llengües kanjobal han retingut les oclusives uvulars protomaies [q] i [q’]; en totes les altres branques aquests sons es combinaren amb [k] i [k’], respectivament. Així es pot dir que l'agrupació quitxémam descansa sobretot en retencions compartides en lloc d'innovacions.
El mam es distingeix en gran part del quitxé per la substitució d'una cadena de fonemes, que reemplaçà la consonant *[r] per [t]; *[t] per [ʧ]; *[ʧ] per [ʈʂ] i *[ʃ] per [ʂ]. Aquestes fricatives i africades retroflexes se separaren més endavant del kanjobal per interaccions lingüístiques. Dins de la branca quitxé, el caktxiquel i el tzutuhil es diferencien del quitxé per haver substituït els fonemes finals del protomaia *[w] i *[ɓ] per [j] i [ʔ], respectivament, en paraules polisil·làbiques.
Alguns altres canvis generals en la família maia són: la fricativa glotal protomaia *[h], que cap llengua ha conservat com a tal, té nombrosos reflexos en diverses llengües filles depenent de la seva posició dins d'una paraula. En alguns casos allarga una vocal precedida en llengües que conserven la longitud vocal. En altres llengües donà pas a [w], [j], [ʔ], [x] o desaparegué.
Altres innovacions lingüístiques esporàdiques han ocorregut independentment en altres branques. Per exemple la longitud distintiva vocal s'ha perdut en el kanjobalchuj (excepte pel mochó i l'akatek), caktxiquel i chol. Altres llengües han transformat la distinció de la longitud en una de les vocals tibants contra febles, i n'han perdut més endavant en la majoria de casos la distinció. No obstant això, el caktxiquel ha preservat un schwa laxe i central com un reflex de la vocal *[a]. Dues llengües, el yukatek i l'uspantec, així com un dialecte del tzotzil, han introduït una distinció tonal en les vocals, amb tons alt i baix corresponents a la longitud anterior de la vocal, així com reflectint *[h] i *[ʔ].

## Gramàtica
La gramàtica de les llengües maies és més simple que les d'altres llengües mesoamericanes. Des del punt de vista de la tipologia morfològica les llengües maies són aglutinants i polisintètiques. Els verbs estan marcats per l'aspecte o temps, la persona del subjecte, la persona del complement (en el cas dels verbs transitius) i per la pluralitat de la persona. Els substantius possessius estan marcats per la persona del posseïdor. No hi ha casos ni gèneres en les llengües maies. L'alineament morfosintàctic sol ser de tipus ergatiu.

### Ordre de les paraules
Es conjectura que el protomaia tenia un ordre bàsic de paraula del tipus Verb Objecte Subjecte, amb possibilitats de canviar a VSO en certes circumstàncies, com oracions complexes, oracions en què l'objecte i el subjecte eren d'igual animacitat i quan el subjecte estava definit. El yukatek, tzotzil i tojolabal moderns tenen un ordre bàsic fix de tipus VOS. El mam, kanjobal, jakaltek i un dialecte del chuj tenen un ordre VSO. Només el chortí té un ordre de paraules bàsic SVO. Altres llengües maies permeten els ordres de paraules VSO i VOS.

### Classificadors numerals
Quan s'està comptant cal usar els classificadors numerals que especifiquen la classe nominal dels objectes comptats; el numeral no pot aparèixer sense un classificador d'acompanyament. La classe nominal en general és assignada depenent si l'objecte és animat o inanimat, o segons la forma general d'un objecte. Així comptant objectes "plans", s'usa una forma diferent de classificador numeral que quan es compten coses rodones, articles oblongs o gent. En algunes llengües maies com el chontal, els classificadors prenen la forma d'afixos units al numeral; en altres com el tzeltal, són formes lliures. En jakaltek els classificadors poden també ser usats com a pronoms.
El significat denotat per un substantiu pot ser alterat perceptiblement canviant el classificador d'acompanyament. En chontal, per exemple, quan el classificador -tek és usat amb noms de plantes, s'entén que els objectes enumerats són arbres sencers. Si en aquesta expressió un classificador diferent, -ts'it (per explicar objectes llargs, prims), és substituït per -tek, aquest transporta el significat que solament s'estan comptant els bastonets o les branques de l'arbre:
| untek wop (un-arbre Jahuacte) "un arbre jahuacte" | untek wop (un-arbre Jahuacte) "un arbre jahuacte" | untek wop (un-arbre Jahuacte) "un arbre jahuacte" | unts'it wop (un-bastonet jahuacte) "un bastonet d'un arbre jahuacte" | unts'it wop (un-bastonet jahuacte) "un bastonet d'un arbre jahuacte" | unts'it wop (un-bastonet jahuacte) "un bastonet d'un arbre jahuacte" |
| un-                                               | tek                                               | wop                                               | un-                                                                  | ts'it                                                                | wop                                                                  |
| un-                                               | "planta"                                          | arbre del jahuacte                                | un-                                                                  | "objecte llarg prim"                                                 | arbre jahuacte                                                       |

### Possessió
La morfologia dels substantius maies és prou simple: es declinen per nombre (singular o plural), i, quan són posseïts, per la persona i el nombre del seu posseïdor.
La possessió pronominal s'expressa per un sistema de prefixos possessius units al substantiu, com en caktxiquel ru-kej 'el seu cavall [per a ell o ella]'. Els substantius poden a més adoptar una forma especial que els marca com posseïts.
Per als posseïdors nominals, el substantiu posseït és conjugat com posseït per un posseïdor de la tercera persona, i seguit del substantiu de posseïdor, p. ex. el caktxiquel ru-kej ri achin 'el cavall de l'home' (literalment 'el seu cavall l'home'). Aquest tipus de formació és un tret de diagnòstic principal de l'àrea lingüística mesoamericana i es repeteix per tota Mesoamèrica.
Les llengües maies sovint contrasten la possessió alienable i inalienable variant la manera del substantiu: si és (o no) marcada segons allò posseït. El *jacalteco, per exemple, posa en contrast el posseït inalienable wetʃel 'la meva foto (en la qual em representen)' amb el posseït alienable wetʃela 'la meva foto (presa per mi)'. El prefix we- marca el posseïdor singular de primera persona en tots dos, però l'absència del sufix -i possessiu en la primera forma marca la possessió inalienable.

### Substantius emparentats
Totes les llengües maies que tenen preposicions normalment només en tenen una. Per a expressar la posició i altres relacions entre entitats, s'utilitza una classe especial de "substantius emparentats". Aquest model és també recurrent en tota Mesoamèrica i és un altre tret diagnòstic de l'àrea lingüística mesoamericana. En el maia, els substantius més emparentats metafòricament deriven de peces del cos, de manera que "damunt de", per exemple, és expressat per la paraula per a cap.
Els substantius emparentats són posseïts pel component, que és el punt de referència de la relació, i el substantiu emparentat nomena la relació. Així en maia es diria "el cap de la muntanya" (literalment "el seu cap la muntanya") per significar 'sobre (el cim de) la muntanya'. Així en el quitxé clàssic del Popol Vuh llegim o-wach ulew 'sobre la terra' (literalment 'la seva cara la terra').

### Subjectes i objectes
Les llengües maies són ergatives en la seva alineació. Tenen dos sistemes d'afixos que s'uneixen a un verb per indicar la persona del discurs. Un sistema (esmentat sovint en gramàtiques maies com a sistema A) indica la persona de subjectes dels verbs intransitius, i objectes dels verbs transitius. Poden també ser utilitzats amb predicats de l'adjectiu o del substantiu per indicar-ne el subjecte.
| Ús                                 | Exemple      | Llengua d'exemple | Traducció                         |
| ---------------------------------- | ------------ | ----------------- | --------------------------------- |
| Subjecte d'un verb intransitiu     | x-ix-ok      | Caktxiquel        | 'Vosaltres entràreu'              |
| Objecte d'un verb transitiu        | x-ix-ru-chöp | Caktxiquel        | 'Ell/ella va prendre a vosaltres' |
| Subjete d'un adjetiu de predicat   | ix-samajel   | Caktxiquel        | 'Vosaltres sou treballadors'      |
| Subjete d'un predicat de sustantiu | 'antz-ot     | Tzotzil           | 'Tu ets una dona'                 |

S'utilitza un altre sistema (sistema B) per a indicar la persona de subjectes de verbs transitius, i també els posseïdors de substantius (incloent-hi substantius emparentats).
| Ús                           | Exemple         | Llengua d'exemple | Traducció                                                                          |
| ---------------------------- | --------------- | ----------------- | ---------------------------------------------------------------------------------- |
| Subjecte d'un verb transitiu | x-ix-ru-chöp    | Caktxiquel        | 'Ell/ella va prendre a vosaltres'                                                  |
| Marcador possessiu           | ru-kej ri achin | Caktxiquel        | 'El cavall de l'home" (literalment: 'el seu cavall l'home')                        |
| Marcador emparentat          | u-wach ulew     | Quitxé clàssic    | 'Sobre la terra' (literalment: 'la seva cara la terra', p. ex. 'cara de la terra') |

### Verbs
A més de subjecte i objecte (agent i pacient), el verb maia té afixos que n'assenyalen aspecte, temps i manera com en l'exemple següent:
| Aspecte/mode/temps                      | Prefix de la classe A    | Prefix de la classe B  | Arrel | Aspecte/mode/veu | Plural |
| --------------------------------------- | ------------------------ | ---------------------- | ----- | ---------------- | ------ |
| k-                                      | in-                      | a-                     | ch'ay | -o               |        |
| Incompletiu                             | 1a persona sing. Pacient | 2a persona sing. Agent | cop   | Incompletiu      |        |
| (Quitxé) kinach'ayo 'M'estàs colpejant' |                          |                        |       |                  |        |

Els sistemes de temps en llengües maies són generalment simples. El jakaltek, per exemple, contrasta el passat i el no passat, mentre el mam només té el futur i el no futur. Els sistemes d'aspecte són normalment més prominents. El mode normalment no forma un sistema separat en maia, però en canvi s'entrellaça amb el sistema temps-aspecte. Kaufman ha reconstruït un sistema temps/aspecte/manera pel protomaia que inclou set aspectes: incompletiu, progressiu, completiu-puntual, imprescindible, potencial-futur, optatiu i perfectiu.
Les llengües maies tendeixen a tenir un ric sistema de veus gramaticals. El protomaia tenia almenys una construcció passiva així com una regla antipassiva per a la minimització de la importància de l'agent en relació amb el pacient. El quitxé modern té dos antipassius: un que atribueix el focus a l'objecte i un altre que accentua l'acció verbal. Altres construccions relacionades amb la veu que ocorren en llengües maies són: migpassiva, incorporacional (incorpora un objecte directe en el verb), instrumental (promoció de l'instrument per objectar posició) i referencial (una espècie de promoció aplicativa d'un argument indirecte com un benefactiu o recipient en la posició de l'objecte).

### Estatius i posicionadors
En les llengües maies, les paraules es veuen generalment com pertanyent a una de quatre classes: verbs, estatius, adjectius i subsantius.
Els estatius són una classe de paraules predicatives que expressen una qualitat o estat, les propietats sintàctiques dels quals cauen enmig dels verbs i adjectius en les llengües indoeuropees. Com a verbs, els estatius de vegades poden ser conjugats per a la persona, però normalment manquen d'inflexions per al temps, l'aspecte i altres categories purament verbals. Els estatius poden ser adjectius, posicionadors o numerals.
Els posicionadors, una classe de paraules característiques (tot i que no úniques) de les llengües maies, són estatius amb significats relacionats amb la posició o la forma d'un objecte o la persona. Les llengües maies tenen entre 250 i 500 arrels diferents posicionals:
| « | Telan ay jun naq winaq yul b'e. Hi ha un home acostat en el camí. Woqan hin k'al ay max ek'k'u. Vaig passar el dia sencer assegut Yet ewi xoyan ay jun lob'aj stina. Ahir hi havia una serp apropant-se enroscada a l'entrada de la casa | » |

En aquestes tres oracions en kanjobal, els posicionadors són telan ("una cosa cilíndrica acostant-se com si estigués caiguda"), woqan ("la persona que s'asseu sobre un objecte semblant a una cadira"), i xoyan ("s'enroscà com una corda o serp").

### Formació de paraules
La composició d'arrels de substantiu per formar nous substantius és prominent; hi ha també molts processos morfològics per treure substantius de verbs. Els verbs també admeten afixos derivacionals summament productius de diverses classes, la major part dels quals n'especifiquen la transitivitat o la veu.
Algunes llengües maies permeten la incorporació de substantius en verbs, com a complements directes o en altres funcions. No obstant això, hi ha pocs afixos amb significats adverbials o modals.
Com en altres llengües mesoamericanes, hi ha ús estès metafòric d'arrels que denoten parts del cos, en particular per a formar locatius i substantius emparentats com el tzeltal-tzotzil tu' na 'porta' (lit. 'boca de casa'), o el caktxiquel chi ru-pam 'dins' (lit. 'boca el seu-estómac').

## Sistemes d'escriptura
Una complexa escriptura, usada per a escriure les llengües maies en temps amerindis i avui coneguda per gravats en diversos jaciments arqueològics maies, s'ha desxifrat gairebé completament. Era un sistema d'escriptura en part logogràfic i en part sil·làbic.
En temps colonials les llengües maies es començaren a escriure en una escriptura derivada de l'alfabet llatí; les ortografies les desenvoluparen sobretot gramàtics missioners. No totes les llengües modernes maies han estandarditzat ortografies, però les llengües maies de Guatemala usen un sistema d'ortografia estandarditzat, llatí fonèmic desenvolupat per l'Acadèmia de Llengües Maies de Guatemala (ALMG). Les ortografies per a les llengües de Mèxic actualment està desenvolupant-les l'Institut Nacional de Llengües Indígenes (INALI).

### Escriptura jeroglífica

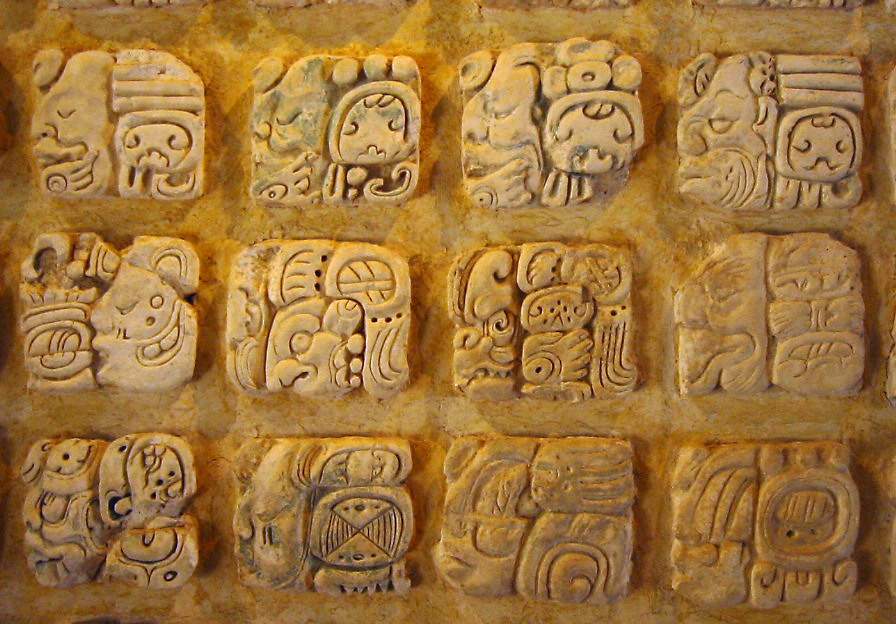
Glifs maies en estuc del Museo de sitio a Palenque, Mèxic

La civilització maia ameríndia utilitzà una escriptura intricada i versàtil; aquesta és l'única escriptura mesoamericana de la qual es pot dir que gairebé ha estat totalment desxifrada. Les civilitzacions primerenques establertes a l'oest i al nord també tenien escriptures registrades en inscripcions que sobreviuen, com la zapoteca, olmeca i els zoques de Veracruz meridional i l'àrea de Chiapas occidental, però les seves escriptures en gran part encara no s'han desxifrat. Generalment s'està d'acord que el sistema d'escriptura maia s'adaptà d'un o més d'aquests sistemes més primerencs, i un nombre de referències identifiquen l'escriptura olmeca com el seu precursor més probable.
En el curs del desxiframent de l'escriptura jeroglífica maia, s'ha fet evident que aquest fou un sistema d'escriptura totalment funcional en què era possible expressar qualsevol oració de la llengua parlada inequívocament. El sistema és millor classificat com a logosil·labàric, en el qual els símbols (glifs o grafemes) poden ser usats com logogrames o síl·labes.
L'escriptura té un sil·labari complet (tot i que no totes les síl·labes possibles s'han identificat), i un escrivà maia hauria estat capaç d'escriure fonèticament, síl·laba per síl·laba, usant aquests símbols. Tanmateix, en la pràctica gairebé totes les inscripcions s'escrigueren emprant una combinació de signes sil·làbics i signes de paraula (anomenats logogrames).
Si més no dues llengües principals maies han estat identificades amb seguretat en texts jeroglífics, amb almenys una altra llengua probablement identificada. Una varietat de llengua arcaica coneguda com a maia clàssic predomina en aquests texts, en particular en les inscripcions del període clàssic de les àrees de les terres baixes del sud i centrals. Aquesta llengua està més estretament relacionada amb la branca chol de la família lingüística, els descendents moderns dels quals inclouen chol, chortí i chontal.
Les inscripcions en un primerenc yukatek també han estat reconegudes, principalment a la zona de la península de Yucatán i a partir d'un període posterior. Tres dels quatre còdexs maies existents estan escrits en yukatek. També han conjecturat que algunes inscripcions dels Alts de Chiapas poden estar en una llengua tzeltal de la qual els descendents actuals són el tzeltal i el tzotzil. També es creu que se'n pot haver usat altres varietats i dialectes, però encara no se n'han identificat amb certesa.
L'ús i coneixement de l'escriptura maia jeroglífica va continuar almenys fins a la invasió espanyola del segle xvi. El bisbe Diego de Landa va descriure l'ús de l'escriptura jeroglífica en les pràctiques religioses del maia yukatek, i la va prohibir repressivament.

### Ortografia moderna
Des del període colonial, pràcticament tota l'escriptura maia ha usat caràcters llatins. L'ortografia ha estat generalment basada en l'espanyol, i és només recentment que se n'han estandarditzat convencions ortogràfiques.
Les primeres normes ortogràfiques extensament acceptades s'escrigueren en maia yukatek pels autors i col·laboradors del Diccionari maia Cordemex, un projecte dirigit per Alfredo Barrera Vásquez i publicat per primera vegada el 1980. Posteriorment, l'Acadèmia de Llengües Maies de Guatemala (ALMG), fundada el 1986, va adaptar aquestes normes a les 21 llengües maies de Guatemala.
| Vocals | Vocals | Vocals | Vocals | Vocals | Vocals | Consonants | Consonants | Consonants | Consonants | Consonants | Consonants | Consonants | Consonants | Consonants | Consonants |
| ALMG   | IPA    | ALMG   | IPA    | ALMG   | IPA    | ALMG       | IPA        | ALMG       | IPA        | ALMG       | IPA        | ALMG       | IPA        | ALMG       | IPA        |
| ------ | ------ | ------ | ------ | ------ | ------ | ---------- | ---------- | ---------- | ---------- | ---------- | ---------- | ---------- | ---------- | ---------- | ---------- |
| a      | [a]    | aa     | [aː]   | ä      | [ɐ]    | b'         | [ɓ]        | b          | [b]        | ch         | [ʧ]        | ch'        | [ʧ’]       | h          | [h]        |
| e      | [e]    | ee     | [eː]   | ë      | [ə]    | j          | [x]        | k          | [k]        | k'         | [k’]       | l          | [l]        | m          | [m]        |
| i      | [i]    | ii     | [iː]   | ï      | [ɪ]    | n          | [n]        | nh         | [ŋ]        | p          | [p]        | q          | [q]        | q'         | [q’]       |
| o      | [o]    | oo     | [oː]   | ö      | [ʌ]    | r          | [r]        | s          | [s]        | t          | [t]        | t'         | [t’]       | tz         | [ʦ]        |
| u      | [u]    | uu     | [uː]   | ü      | [ʊ]    | tz'        | [ʦ’]       | w          | [w]        | x          | [ʃ]        | y          | [j]        | '          | [ʔ]        |
| 1.     |        |        |        |        |        |            |            |            |            |            |            |            |            |            |            |

Per a les llengües que fan una distinció entre africades palatoalveolars i retroflexes i fricatives (mam, ixil, tectitec, awakatek, kanjobal, poptí i akatek) s'aplica aquest sistema de convencions:
| ALMG | IPA  | ALMG | IPA   |
| ---- | ---- | ---- | ----- |
| ch   | [ʧ]  | ch'  | [ʧ’]  |
| tx   | [ʈʂ] | tx'  | [ʈʂ’] |
| xh   | [ʃ]  | x    | [ʂ]   |

## Lèxic comparat
Tot seguit es presenten els numerals en diverses llengües maies:
| GLOSA | Huastec | Yukatek | Chol          | Chol                | Chol                    | Qanjobal        | Qanjobal                   | Mam     | Quitxé    | protomaia    |
| GLOSA | Huastec | Yukatek | Ch'ol de Tila | Tzeltal de Bachajón | Tzotzil de S. And. Lar. | Chuj de Ixtatán | Q'anjobal de Santa Eulalia | Mam     | Quitxé    | protomaia    |
| ----- | ------- | ------- | ------------- | ------------------- | ----------------------- | --------------- | -------------------------- | ------- | --------- | ------------ |
| 1     | huun    | hun     | hun-          | hun                 | hun                     | xún             | χun                        | χuun    | χun       | *χuun        |
| 2     | čaab    | ka      | čaʔ-          | čeb                 | čib                     | čáʔpʼ           | kabʼ                       | kabʼ    | kebʼ      | *kaʔ(bʼ)     |
| 3     | ʔooš    | oš      | ʔuš-          | ošeb                | ʔošib                   | ʔóš             | ošebʼ                      | ooš     | ošibʼ     | *ʔoš(ebʼ)    |
| 4     | čeeʔ    | kam     | čən-          | čaneb               | čanib                   | čóŋ             | kanebʼ                     | qaq     | kaχibʼ    | *kaŋ(ebʼ)    |
| 5     | booʔ    | ho      | hoʔ-          | hoʔeb               | hoʔob                   | hóp             | oyebʼ                      | χweʔ    | χoʔobʼ    | *χoʔ(ebʼ)    |
| 6     | ʔakak   | wak     | wək-          | wakeb               | wakib                   | wákʼ            | waqebʼ                     |         | waqibʼ    | *waq(ebʼ)    |
| 7     | buuk    | ušuk    | wuk-          | hukeb               | hukub                   | húk(upʼ)        | uqebʼ                      |         | wuqubʼ    | *huq(ubʼ)    |
| 8     | wašik   | wašak   | wašək-        | wašakeb             | wašakib                 | wáxšakʼ         | waʂaqebʼ                   | wáχšaq  | waqšaqibʼ | *waqšaq(ebʼ) |
| 9     | belehu  | bolom   | bolon-        | baluneb             | baluneb                 | pʼáluŋ          | bʼalonebʼ                  | beleχuχ | bʼeleχebʼ | *bʼeluŋ(ebʼ) |
| 10    | lahu    | lahun   | lahun-        | lahuneb             | lahuneb                 | láxuŋ           | laχonebʼ                   | laaχ    | laχuχ     | *laχuŋ(ebʼ)  |

## Literatura
Del període clàssic al dia d'avui, s'ha escrit un cos de literatura en llengües maies. Els texts més antics que s'han conservat són inscripcions en gran part monumentals, que documenten l'autoritat, successió, i ascensió, la conquesta i esdeveniments de calendari i astronòmics. És probable que altres tipus de literatura s'escrigueren en mitjans de comunicació peribles com còdexs fets d'escorça; només quatre dels quals han sobreviscut als estralls del temps i la destrucció sistemàtica dels missioners espanyols.
Poc després de la invasió i conquista espanyola, les llengües maies van començar a ser escrites amb caràcters de l'alfabet llatí. La literatura de l'era colonial en llengües maies inclou el famós Popol Vuh, una narrativa miticohistòrica escrita en quitxé clàssic del segle xvii, però es creu que està basat en un treball més primerenc escrit als anys 1550, ara perdut. El Títol de Totonicapán i el treball teatral del segle xvii el Rabinal Achí són altres treballs primerencs notables en quitxé, l'últim en achí. Els Annals dels Kaqtxikels del segle xvi tardà, que proporcionen una narrativa històrica del caktxiquel, contenen elements paral·lels a alguns relats que apareixen en Popol Vuh. Els relats històrics i profètics en múltiples variacions conegudes en conjunt com els llibres de Chilam Balam són les fonts primàries de les tradicions maies yukateques primerenques. L'únic llibre supervivent de primerenca poesia lírica, el Cantar de Dzitbalché per Ah Bam, ve a partir d'aquest mateix període.
A més d'aquests treballs singulars, moltes gramàtiques primerenques de llengües indígenes, anomenades "arts", foren escrites per sacerdots i frares. Les llengües cobertes per aquestes gramàtiques inclouen el cakchiquel, el quitxé clàssic, tzeltal, tzotzil i yukatek. Algunes d'aquestes van venir amb les traduccions a la llengua indígena del catecisme catòlic.
Gairebé cap literatura en llengües indígenes s'escrigué en el període postcolonial (després de 1821), excepte per lingüistes i etnòlegs que en recopilaren la literatura oral. Els pobles maies havien romàs en gran part analfabets en les seves llengües maternes; aprenien a llegir i escriure en espanyol només. No obstant això, des de l'establiment del Cordemex (1980) i l'Acadèmia de Llengües Maies de Guatemala (1986), ha començat a estendre's l'alfabetització en llengua materna i un nombre d'escriptors indígenes han començat una nova tradició d'escriptura en llengües maies. En aquesta nova generació és notable el poeta quitxé Humberto Ak'abal, els treballs del qual sovint són publicats en edicions espanyol-quitxé, així com l'acadèmic quitxé Luis Enrique Sam Colop (1955–2011), força aclamat per la seva traducció del Popol Vuh.